# Aplocera aphrodyte
Aplocera aphrodyte là một loài bướm đêm trong họ Geometridae.